# Jean King
Jean Sadako King (* 6. Dezember 1925 in Honolulu, Hawaii-Territorium; † 24. November 2013 ebenda) war eine US-amerikanische Politikerin. Zwischen 1978 und 1982 war sie Vizegouverneurin des Bundesstaates Hawaii.

## Werdegang
Jean King war die Tochter eines kaukasischen Vaters und einer japanischen Mutter. Sie absolvierte die University of Hawaiʻi und dann die New York University. Politisch wurde sie Mitglied der Demokratischen Partei. Zwischen 1972 und 1974 war sie Abgeordnete im Repräsentantenhaus von Hawaii; von 1974 bis 1978 gehörte sie dem Staatssenat an.
1978 wurde King an der Seite von George Ariyoshi zur Vizegouverneurin von Hawaii gewählt. Dieses Amt bekleidete sie – als erste Frau – zwischen dem 2. Dezember 1978 und dem 2. Dezember 1982. Dabei war sie Stellvertreterin des Gouverneurs. Im Jahr 1982 kandidierte sie erfolglos für das Amt des Gouverneurs. Danach ist sie politisch nicht mehr in Erscheinung getreten. Sie starb am 24. November 2013 in Honolulu.